# Orthostigma sordipes
Orthostigma sordipes är en stekelart som först beskrevs av Thomson 1895.  Orthostigma sordipes ingår i släktet Orthostigma och familjen bracksteklar. Inga underarter finns listade i Catalogue of Life.